# اعراف (شعر)

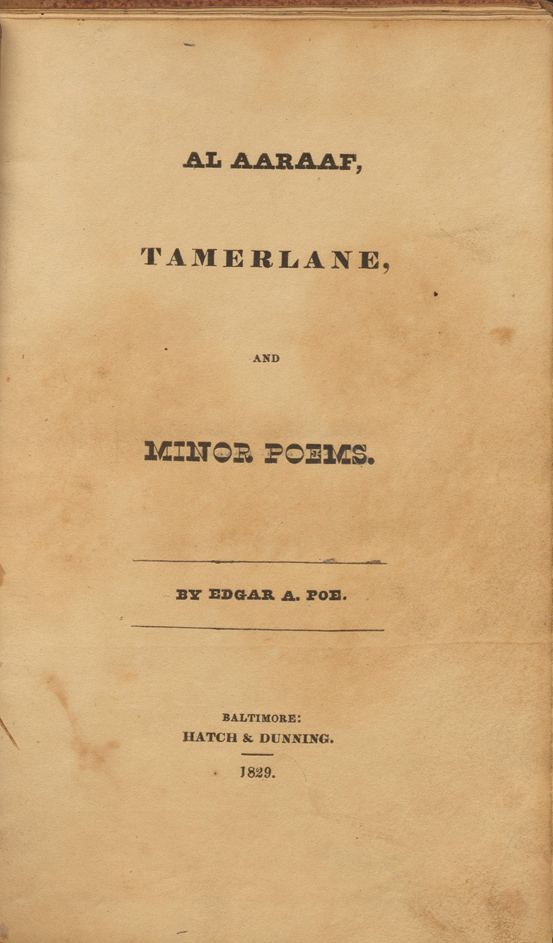
الاعراف، تامرلن، و اشعار جزئی (۱۸۲۹)

اعراف (به انگلیسی: Al Aaraaf) شعری از ادگار آلن پو، شاعر آمریکایی است که نخستین بار در سال ۱۸۲۹ منتشر شد. این شعر یکی از نخستین کارهای آلن پو است و به دلیل ارجاع‌های تاریخی‌اش مشهور است. این شعر بر مبنای داستانی از قرآن است که دربارهٔ زندگی پس از مرگ در مکانی به نام «اعراف» است. در قرآن سوره‌ای به همین نام است که هفتمین سورهٔ این کتاب است و ۲۰۶ آیه دارد.
اعراف مهم‌ترین شعر کتاب شعر آلن پو با نام Al Aaraaf, Tamerlane, and Minor Poems است که الهام گرفته از کشف یک ابرنواختر توسط تیکو براهه است. این ستاره در سال ۱۵۷۲ رؤیت شد و حدود هفده ماه رؤیت‌پذیر بود. آلن پو این ستاره را «اعراف» نامید که در حقیقت مکانی است برای کسانی که نه به‌طور مشخص خوب هستند و نه بد. و در آن‌جا می‌مانند تا خداوند آنان را ببخشد و وارد بهشت شوند؛ هم‌چنان‌که در سوره هفتم قرآن تشریح شده است.